# Zia Dahlia
Dahlia Travers, nata Wooster, è un personaggio immaginario che appare in numerosi racconti o romanzi della cosiddetta "saga di Jeeves" creata dall'umorista britannico Pelham Grenville Wodehouse. È zia paterna di Bertie Wooster, l'io narrante dei testi letterari della saga, il quale si riferisce a lei come Zia Dahlia (in lingua inglese: Aunt Dahlia). È molto amata dal nipote, al contrario della sorella Agatha (chiamata da Bertie Wooster "Zia Agatha", in inglese: "Aunt Agatha").
Zia Dahlia è sposata con Tom Travers, è madre di Angela e Bonzo Travers, dirige il settimanale femminile Milady's Boudoir, abita a Brinkley Court, la casa di campagna della famiglia Travers nei pressi della cittadina di Market Snodsbury (Worcestershire) dove sono impiegati il maggiordomo Seppings e soprattutto lo straordinario cuoco francese Anatole.

## Vita e carattere
Dahlia Wooster è zia di Bertie Wooster, essendo sorella del defunto padre di Bertie. Sua sorella è l'autoritaria Agatha Gregson (nata Wooster, più tardi Lady Worplesdon). Suo fratello George è Lord Yaxley; un altro suo fratello, Henry, è morto da anni. Nel racconto Il giovane Gussie si sbroglia del 1915 si fa riferimento a un fratello di Agatha e Dahlia chiamato Cuthbert Mannering-Phipps; è stato ipotizzato che la nonna paterna di Bertie Wooster, e quindi la madre di Dahlia, sia stata sposata due volte, la prima volta con un Mannering-Phipps e la seconda con un Wooster, Lord Yaxley.
Zia Dahlia vive con il marito e i due figli a Brinkley Court, una fastosa residenza di campagna in prossimità di Market Snodsbury, nel Worcestershire. Ha sposato Tom Travers in seconde nozze e ha due figli, Angela Travers e Bonzo Travers. Il maggiordomo di casa Travers si chiama Seppings; prima di Seppings, c'era un maggiordomo di nome Pomeroy, un nobile, e prima ancora, tale Murgatroyd, che si scoprì essere un ladro. In casa Travers c'è un cuoco sublime, lo chef francese Anatole, la cui cucina è venerata da molti personaggi, soprattutto da Bertie Wooster. Zia Dahlia era proprietaria di un settimanale femminile Milady's Boudoir, che ha diretto per circa quattro anni, prima di venderlo a Mr Trotter di Liverpool.
Nell'aspetto fisico zia Dahlia appare come una bella donna, formosa, somigliante a Mae West. Possiede una voce forte e tonante. Per leggere, indossa un paio di occhiali con montatura di tartaruga; è molto attenta a non «sciupare la sua accurata pettinatura». È la zia preferita di Bertie Wooster («Non vedevo l'ora di ritrovarmi con la cara Dahlia che, come mi pare di avere già detto, è una mia buona e degna zia da non confondere assolutamente con zia Agatha»; «È un’anima generosa, affabile, con la quale fa piacere scambiare quattro chiacchiere davanti un bicchiere di qualcosa. Nella sua indole non c’è traccia di quella sottile rapacità che rende un reperto come, per esempio, mia zia Agatha, la maledizione delle case di campagna e una perenne minaccia per chiunque. Nutro la massima stima per zia Dahlia e il mio cordiale apprezzamento per le sue doti umane e sportive non è mai venuto meno»). Tuttavia talora per raggiungere obiettivi onesti e retti, zia Dahlia non esita a ricorrere a metodi disonesti come il furto con scasso o il ricatto.
Dalla corrispondenza dell'autore si arguisce che Wodehouse, nel tratteggiare i caratteri delle zie Dahlia e Agatha, si sia ispirato a due sorelle di sua madre Eleanor Deane.

## Apparizioni
Zia Dahlia appare in sette racconti e sette romanzi della saga di Jeeves di P.G. Wodehouse. Quasi tutti i racconti di Wodehouse sono apparsi, prima di essere raccolti in volume, sia in riviste statunitensi (USA) sia in riviste britanniche (UK), talora con differenze anche nel titolo. I romanzi, d'altra parte, sono stati tradotti più volte in lingua italiana, e pubblicati spesso con titoli differenti. Si elencano quindi, in ordine cronologico, le opere in cui compare il personaggio di Zia Dalia; il titolo italiano corrisponde a quello della più antica edizione italiana.

### Racconti
- Intorno ad Anatolio (Clustering Round Young Bingo), racconto del 1925 nella raccolta Avanti Jeeves![4]
- Quattro racconti nella raccolta Benissimo, Jeeves![13]:
  - Jeeves and il Cantico dei Cantici (Jeeves and the Song of Songs) del 1929
  - Un tocco d'arte (edizione UK: The Spot of Art; edizione USA: Jeeves and the Spot of Art) del 1929
  - L'amore che purifica (edizione UK: The Love That Purifies; edizione USA: Jeeves and the Love That Purifies) del 1929
  - L'ordalia di Tuppy (edizione UK: The Ordeal of Young Tuppy; edizione USA: Tuppy Changes His Mind)
- Jeeves fa una frittata (Jeeves Makes an Omelette), racconto del 1958 nella raccolta Un grosso affare[14]
- Jeeves and the Greasy Bird, racconto del 1958 pubblicato in volume nel 1963 nella raccolta Plum Pie[15]

### Romanzi
- Alla buon'ora Jeeves! ( Right Ho, Jeeves), romanzo del 1934[16]
- Jeeves non si smentisce (The Code of the Woosters), romanzo del 1938[17]
- Tanto di cappello a Jeeves (Jeeves and the feudal spirit), romanzo del 1954[6]
- Jeeves taglia la corda (Jeeves in the offing), romanzo del 1960[18]
- Lei è unico, Jeeves (Stiff upper lip, Jeeves), romanzo del 1963[19]
- Molto obbligato, Jeeves (Much Obliged, Jeeves), romanzo del 1971[20]
- Le zie non sono gentiluomini (Aunts aren't gentlemen), romanzo del 1974[21]

### Edizioni
- Alla buon'ora Jeeves! [Right Ho, Jeeves], traduzione di Cina Sacchi-Perego, revisione di Claudio Redi, Milano, Bietti, 1976  [1934].
- Avanti, Jeeves! [Carry On, Jeeves!], traduzione di Silvio Spaventa Filippi, Milano, Monanni, 1927  [1925].
- Benissimo, Jeeves! [Very good, Jeeves!], traduzione di Alberto Tedeschi, 1ª ed., Milano, Bietti, 1933  [1930].
- Jeeves non si smentisce: Romanzo [The Code of the Woosters], traduzione di Alberto Tedeschi, Milano-Verona, A. Mondadori, 1939  [1938].
- Jeeves taglia la corda [Jeeves in the offing], traduzione di Adriana Motti, Milano, F. Elmo, 1962  [1960].
- La partenza di Claude e d'Eustace (The Delayed Exit of Claude and Eustace), in L'inimitabile Jeeves! [The Inimitable Jeeves], traduzione di Aldo Traverso, Milano, Bietti, 1930.
- Le zie non sono gentiluomini [Aunts aren't gentlemen], traduzione di Elena Spagnol, Milano, Oscar Mondadori, 1976  [1974].
- Lei è unico, Jeeves [Stiff upper lip, Jeeves], traduzione di Sario Agnati, Milano, F. Elmo, 1963  [1964].
- Molto obbligato, Jeeves [Much Obliged, Jeeves], traduzione di Elena Spagnol, introduzione di Franco Cavallone, Milano, A. Mondadori, 1972  [1971].
- Tanto di cappello a Jeeves [Jeeves and the feudal spirit], traduzione di Adriana Motti, Milano, F. Elmo, 1955  [1954].
- Un grosso affare [A few quick ones], traduzione di Dolores Musso, Parma, U. Guanda, 2007, ISBN 978-88-8246-032-7.

### Fonti critiche
- (EN) Nigel Cawthorne, A Brief Guide to Jeeves and Wooster, London, Constable & Robinson, 2013, ISBN 978-1-78033-824-8.
- (EN) Daniel H. Garrison, Who's Who in Wodehouse, nuova edizione aggiornata e ampliata, London, Constable & Robinson, 1991  [1989], ISBN 1-55882-087-6.
- (EN) Sophie Ratcliffe (a cura di), P. G. Wodehouse: A Life in Letters, New York, W. W. Norton & Company, 2013, ISBN 978-0786422883.
- (EN) Tony Ring e Geoffrey Jaggard, Wodehouse in Woostershire, Chippenham, Porpoise Books, 1999, ISBN 1-870-304-19-5.